# Paul Valadier
Paul Valadier SJ (* 13. Januar 1933 in Saint-Étienne, Département Loire, Frankreich) ist ein französischer Jesuit, Theologe und Philosoph.

## Leben
Paul Valadier trat der Ordensgemeinschaft der Jesuiten bei und studierte Philosophie an der Sorbonne und Philosophie an der Jesuiten-Hochschule in Lyon-Fourvière in Lyon. 1970 wurde er Professor für Moral und Politische Philosophie an der jesuitischen Universität Centre Sèvres in Paris, deren Dekan ab 1974. 1974 wurde er an der Universität Paris X mit der philosophischen Arbeit „Nietzsche and the critic of Christianity“ bei Paul Ricœur promoviert. Er war zudem von 1979 bis 1989 Senior Lecturer am Institut d’études politiques de Paris. 1990 wurde er Professor an der Katholischen Universität Lyon, an der er 1993 auch in Theologie promoviert wurde.
Valadier war langjähriger Herausgeber der „Archives of Philosophy“ und von 1980 bis 1989 Chefredakteur der katholischen Zeitschrift „Études“. Er war einer der Unterzeichner der Kölner Erklärung „Wider die Entmündigung – für eine offene Katholizität“, aufgrund dessen er 1989 als Chefredakteur entlassen wurde. 2009 war er Unterzeichner des „Appell der katholischen Intellektuellen“ in der Wochenzeitschrift „La Vie“, mit dem sich das katholische Frankreich für Papst Benedikt XVI. ausspricht.
Er galt als Experte für das Leben und Werk von Friedrich Nietzsche.
Zu seinen wichtigsten Werken gehören „L'Anarchie des valeurs : le relativisme est-il fatal ?“ (Die Anarchie der Werte, 1997), „La condition chrétienne: du monde sans en être“ (Die christliche Condition/der christliche Zustand, 2003), „Un Christianisme d'Avenir“ (Die Zukunft des Christentums, 1998), „Éloge De La Conscience“ (Lob des Bewusstseins 1994), „Inévitable morale“ (Unvermeidliche Moral 1990) und „Nietzsche et la Critique du christianisme“ (Nietzsche und die Kritik am Christentum 1974).

## Werke
- Nietzsche et la Critique du christianisme, Cerf (Cogitatio fidei), Paris, 1974
- Essai sur la modernité : Nietzsche et Marx, Ed. Cerf et Desclée, Paris, 1974
- Un christianisme au présent, Ed. Cerf et Desclée, Paris, 1977
- Des repères pour agir, Desclée de Brouwer-Bellarmin, Paris, 1977
- Jésus-Christ ou Dionysos, La foi chrétienne en confrontation avec Nietzsche, Desclée, Paris, 1979
- Agir en politique, Cerf, coll. Recherches morales, Paris, 1980
- L'Église en procès, Calmann-Lévy, et Flammarion, coll. Champs, Paris, 1989
- Nietzsche, l'Athée de rigueur, Desclée de Brouwer, Paris, 1989
- Inévitable morale, Seuil, coll. Esprit, Paris, 1990
- Lettres à un chrétien impatient, La Découverte, Paris, 1991
- Éloge de la conscience, Seuil, coll. Esprit, Paris, 1994
- Machiavel et la Fragilité du politique, Seuil, coll. Points essais, Paris, 1996
- L'Anarchie des valeurs : le relativisme est-il fatal ?, Albin Michel, Paris, 1997
- La foi dans le temps du risque (collaboration sous la direction de Adolphe Gesché et Paul Scolas), cerf, Paris, 1997
- Nietzsche : cruauté et noblesse de droit, Michalon, coll. Le bien commun Paris, 1998
- Un christianisme d'avenir, Pour une nouvelle alliance entre raison et foi, Seuil, Paris, 1999
- L'Église en procès, Flammarion, coll. Champs n° 199, Paris, 1999
- Nietzsche l'intempestif, Beauchesne, coll. Le grenier à sel, Paris, 2000
- Morale en désordre. Un plaidoyer pour l'homme, Le Seuil, Paris, 2002
- La condition chrétienne. Du monde sans en être, Le Seuil, Paris, 2003
- Jésus-Christ ou Dionysos (réédition), Desclée, Paris, 2004
- Le temps des conformismes. Journal de l'année 2004, Le Seuil, Paris, 2005
- Un philosophe peut-il croire ?, Editions Cécile Defaut, Paris, 2005
- Détresse du politique, force du religieux, Le Seuil, Paris, 2007
- Maritain à contre-temps, Politique et valeur, Desclée de Brouwer, Paris, 2007
- Du spirituel en politique, Collection Christus, Bayard, Paris, 2008